# Het kaboutertje en de juffrouw
Het kaboutertje en de juffrouw is een sprookje van Hans Christian Andersen, het verscheen in 1866.

## Het verhaal
De juffrouw is de vrouw van de tuinman, ze is erg belezen en kan verzen schrijven. Meneer Kisserup is schoolmeester en de neef van de juffrouw. Hij zegt dat ze geest heeft als hij met haar praat. De tuinman zegt dat ze er is om vast te pakken en dat ze op haar pan passen moet. Ze zegt dat het lijkt alsof hij niet van bloemen houdt en praat verder met de schoolmeester als haar man de tuin in loopt. In de keuken zit de kabouter en alleen de poes kan hem zien. Hij draagt een grijs jasje en rode muts. Hij is boos omdat de juffrouw niet in hem gelooft, hij krijgt zelfs met kerstmis geen lepel pap. Zijn voorvaderen kregen dit wel van minder belezen juffrouwen.
De kabouter zorgt ervoor dat de pan overkookt. Hij zorgt ervoor dat er gaten in de sokken van de tuinman vallen, zodat de juffrouw ze stoppen moet. De kabouter laat de poes in de voorraadkast snoepen, hij verstopt kleding van de schoolmeester en plaagt de waakhond. De juffrouw laat de schoolmeester haar verzenboek zien, het zijn droevige verhalen. Er staat slechts één vrolijk verhaal in: Klein kaboutertje. Ze vraagt de schoolmeester of hij het oude bijgeloof kent. Als de juffrouw het huis was, was het kaboutertje de geest die heerst. Ze bezingt de heerlijkheid en macht van poëzie, maar het kaboutertje denkt dat het over hem gaat.
De kabouter wordt blij en zal de juffrouw achten en eren. De kat denkt dan dat de juffrouw slim is, maar de kabouter is menselijk. Als je dit verhaal niet snapt, moet je niet de juffrouw of kabouter om uitleg vragen.